# Алексеев, Тийт
Тийт Алексеев (эст. Tiit Aleksejev; 6 июля 1968, Кохтла-Ярве) — эстонский писатель, председатель Союза писателей Эстонии (c 22 апреля 2016 года).
Окончил Тартуский университет, где изучал историю Средних веков. Работал дипломатом в Париже и Брюсселе, в настоящее время проживает в Таллине.

## Романы
- «Белое королевство» (эст. «Valge kuningriik», 2006) — триллер, действие которого происходит в Париже и (ретроспективно) в Афганистане 1980-х годов.
- «Паломничество» (эст. «Palveränd», 2008) — действие происходит в конце XI века во время крестовых походов в Святую Землю.
- «Твердыня» (эст. «Kindel linn»), 2011) — вторая часть будущей трилогии, начатой романом «Паломничество».

## Пьесы
- «Легионеры» (эст. «Leegionärid», 2010) — о погибших солдатах Эстонского легиона.
- «Короли» (эст. «Kuningad», 2014) — о четырех убитых во время восстания Юрьевой ночи предводителях («королях») «эстов».

## Киносценарий
- О2

На проходивших 22 апреля 2016 года выборах председателя Союза писателей Эстонии за Алексеева проголосовало 157 членов организации, в то время как его соперник, писатель-фантаст Сийм Вескимеэс получил лишь 25 голосов.

## Признание
- 2010 — Премия Европейского союза по литературе за роман «Паломничество»[2]
- 2022 — Кавалер ордена искусств и литературы (Франция)[3]
- 2023 — Орден Белой звезды III степени[4]